# Dysschema rosina
Dysschema rosina är en fjärilsart som beskrevs av Butler 1871. Dysschema rosina ingår i släktet Dysschema och familjen björnspinnare. Inga underarter finns listade i Catalogue of Life.